# Bradford (Iowa)
Bradford è un census-designated place (CDP) degli Stati Uniti d'America, situato nello stato dell'Iowa, nella contea di Franklin.